# Pseudothelphusa rechingeri
Pseudothelphusa rechingeri is een krabbensoort uit de familie van de Pseudothelphusidae. De wetenschappelijke naam van de soort is voor het eerst geldig gepubliceerd in 1965 door Pretzmann.